# Francisco Eiximenis
Francisco Eiximenis (em catalão: Francesc Eiximenis; em latim: Franciscus Eiximenis; c. 1330 – Perpinhão, abril de 1409) foi um escritor franciscano catalão do século XIV na Coroa de Aragão.
Foi possivelmente um dos autores catalães medievais mais lidos, copiados, publicados e traduzidos. Por tanto, pode se afirmar que tanto no âmbito literário quanto no âmbito político, teve muita influência. Entre os seus leitores podemos encontrar importantes personalidades da sua época, como por exemplo os reis da Coroa de Aragão Pedro, o Cerimonioso, João, o Caçador e Martim I, o Humano, a rainha Maria de Luna (mulher de Martim, o Humano), e o Papa de Avinhão Bento XIII.

## Vida
Francisco Eiximenis nasceu por volta de 1330, talvez em Girona. Quando era muito jovem, entrou na ordem franciscana. A sua formação começou nas escolas da ordem franciscana em Catalunha. Depois ele foi às universidades mais importantes da Europa: a Universidade de Oxford e a Universidade de Paris. Em especial lhe influiu a Universidade de Oxford, já que ali os franciscanos tiveram um importante estudo. Pois então podemos considerar diversos franciscanos ingleses (e autores britânicos em geral) como os autores que mais influíram em Eiximenis. Podemos citar entre outros Robert Grosseteste (chamado Linconiensis por Eiximenis, já que foi bispo de Lincoln), João de Gales, Richard Kilvington, Alexandre de Hales, Ricardo de Mediavilla, Thomas Bradwardine, Guilherme de Ockham, João Duns Escoto.
Em 1371 tentou-se que ele fora como professor à Universidade de Lérida. Mas ele não tinha o título de Doutor em Teologia (magister in sacra pagina), e portanto esta tentativa não prosperou. Eiximenis conseguiu este título na Universidade de Toulouse no 1374 co'a ajuda e o apoio financeiro do rei Pedro o Ceremonioso.
Então voltou Eiximenis no Principado da Catalunha, e foi considerado um respeitado intelectual. Teve boas relações com a Corte da Coroa de Aragão e também com as classes dirigentes de Barcelona e de Valência. A grande parte da sua obra foi escrita em Valência, onde ele permaneceu desde 1382 até 1408. Ali foi assessor dos jurats (representantes da cidade) e do Consell (órgão de governo da cidade).
Em Valência a atividade de Eiximenis, além das suas tarefas literárias, foi incansável. 1391 foi um ano muito difícil pela cidade e reino de Valência, já que tiveram muitos problemas sociais. Então organizou Eiximenis uma espécie de exército de orações em alguns mosteiros e conventos em redor de Valência. Em 1392 recebeu o encargo, junto com outras pessoas, de rever os livros judeus que foram roubados durante o Pogrom de 1391. Ao fim de 1397 foi membro duma comissão que devia assessorar o rei Martim I sobre o Cisma do Ocidente. Em 1397 e 1398 participou na preparação de dois cruzadas valencianas e maiorquinas contra a pirataria dos muçulmanos do Norte de África. Em 1399 foi Eiximenis também presidente duma comissão que pretendia a
unificação de todas as escolas de Valência. O Consell (órgão de governo de Valência) rejeitou isto em 1400, mas pode-se dizer que esta tentativa foi um claro precedente da Universidade de Valência, que foi fundada oficialmente em 1499. Os últimos anos de Eiximenis em Valência (1404–1408) foram dedicados à fundação e constituição do convento franciscano de Sant Esperit (em Gilet, perto de Sagunto). Este convento foi fundado pela rainha Maria de Luna.
Em 1408 participou no Concílio de Perpinhão. Aí, o Papa de Avinhão Bento XIII nomeou-o primeiro Patriarca de Jerusalém e depois administrador apostólico (bispo provisional) da diocese de Elna (antigo nome da diocese de Perpinhão).
Eiximenis morreu em Perpinhão em abril de 1409.

## Obras

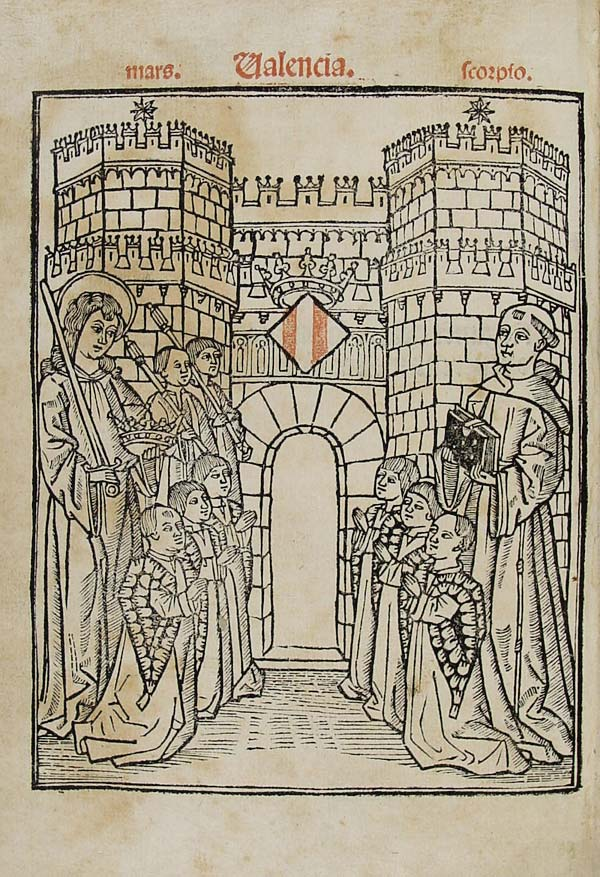
Capa da edição incunábula do Regiment de la Cosa Pública (Valência, Cristòfor Cofman, 1499). No lado direito podemos ver a Francisco Eiximenis, que oferece aos jurats de Valência o seu livro. No lado esquerd podemos ver o anjo custódio da cidade e reino de Valência. Os seis Jurats de Valencia permanecem ajoelhados diante da porta gótica dos Serranos da antiga muralha de Valência

### Em catalão
Chegaram aos dias atuais as seguintes obras de Eiximenis em catalão:
- Tratado de usura. Pequeno tratado sobre a usura segundo o direito canónico. Este tema foi muito tratado e discutido na Idade Média por muitos escolásticos e canonistas.
- Lo Crestià (O Cristão). Segundo Curt Wittlin o nome deveria ser Lo Cristià.[1] Foi um grande projeto de Summa Theologica em língua vulgar. O projeto original consistia em 13 livros, mas somente foram escritos 4:
  - Primer del Crestià (Primeiro do Cristão). Trata dos fundamentos do cristianismo.
  - Segon del Crestià (Segundo do Cristão). Trata sobre a tentação.
  - Terç del Crestià (Terceiro do Cristão). Trata sobre as diferentes classes de pecado e  sobre os seus remédios.
  - Dotzè del Crestià (Doze avos do Cristão). Trata sobre o governo e a política em geral. No entanto o seu contido é enciclopédico.
- Regiment de la cosa pública (Regimento da Cosa Pública). Foi um presente de Eiximenis para os jurats (representantes da cidade) de Valência, quando veio a Valência em 1383. Trata sobre conselhos para o bom governo. Esta obra tem muita influência do Communiloquium de João de Gales segundo Albert Hauf.[2] Esta obra incluiu-se também como terceira parte do Dotzè del Crestià.
- Llibre dels àngels (Livro dos Anjos). É um tratado completo sobre angelologia com muitas reflexões políticas. Este livro foi dedicado ao cavalheiro valenciano Pere d'Artés.
- Llibre de les dones (Livro das mulheres). No princípio é um manual para a educação feminina. Mas quatro quintas partes do livro tratam de teologia e dos fundamentos da moral católica. Este livro foi dedicado à condessa de Prades, Sanxa Ximenes d'Arenós.
- Vida de Jesucrist (Vida de Jesus Cristo). É uma biografia de Jesus Cristo com reflexões teológicas e contido contemplativo também. Este livro teve muita influência das Mediationes Vitae Christi do Pseudo-Boaventura e do veemente franciscano Ubertino de Casale segundo Albert Hauf.[3] Este livro também foi dedicado ao cavaleiro valenciano Pere d'Artés.
- Scala Dei ou Tractat de contemplació (Escada até Deus ou Tratado de Contemplação). É um pequeno tratado sobre moral e teologia. Este livro foi dedicado à rainha María de Luna.
- Dois cartas autógrafas de Eiximenis em catalão (do 15.07.1392 e do 12.03.1396). A primeira carta (15.07.1392) foi dirigida ao rei Martim I (que em aquele momento era somente infante), e tem interesse, já que Eiximenis lhe da nesta carta conselhos para o seu bom governo na Sicília.

### Em latim
Chegaram aos dias atuais as seguintes obras de Eiximenis em latim:
- De Triplici Statu Mundi (Sobre os três estados do mundo). É um pequeno tratado escatológico. No entanto existem dúvidas sobre se Eiximenis é realmente o autor de esta obra.
- Alegações. Em Valência teve um conflito entre a Igreja e o Estado. Pediu-se a opinião de diversas personalidades sobre isto. Esta é a parte que corresponde a Eiximenis. Aqui mostra Eiximenis um ponto de vista teocrático muito forte.
- Um fragmento da sua Summa Theologica. No entanto o fragmento que tem chegado a nós é muito corto. Trata de diversos temas teológicos.
- Ars Praedicandi Populo (Manual para a predicação ao povo). É um muito interessante manual para a predicação.
- Um sermão (ou uma parte sua).
- Pastoral. Trata de conselhos para sacerdotes e bispos, segundo o clássico Pastoral de São Gregório o Grande. Este livro foi dedicado ao bispo de Valência Hugo de Llupià.
- Psalterium alias Laudatorium Papae Benedicto XIII dedicatum (Saltério ou Laudatório dedicado ao papa Bento XIII). É uma muito bela coleção de 344 orações. Como indica o título, este livro estive dedicado ao papa de Avinhão Bento XIII.

Há outros dos livros que são atribuídos a Eiximenis: o Cercapou, e a Doctrina compendiosa. A Doctrina Compendiosa tem no entanto uma influência muito grande das teorias políticas de Eiximenis. Tinha também uma adaptação do Llibre de las Dones ao castelhano, chamada Carro de las Donas.
As obras de Eiximenis tiveram um grande êxito na sua época. Assim o demonstram os mais de 200 manuscritos das suas obras que chegaram até hoje. Outro exemplo foi o Psaltiri devotíssim(Tradução ao catalão de 100 das 344 orações do Psalterium alias Laudatorium). A edição incunábula de este livro foi de 2000 exemplares, quer dizer o duplo das dois edições do Tirant lo Blanc juntas (Valência 1490 e Barcelona 1497). Foi então a edição incunábula com mais tiragem da literatura catalã medieval.
Há também muitas traduções dos séculos XV e XVI. O Llibre de les Dones foi traduzido ao castelhano. Uma das traduções castelhanas foi utilizada para a educação das quatro filhas dos Reis Católicos. O Llibre dels Àngels teve um grande êxito internacional, e foi traduzido a diversas línguas: castelhano, latim, francês e inclusive à flamenco (foi o único livro da literatura catalã medieval que foi traduzido a esta língua). E a Vida de Jesucrist foi traduzida para castelhano e francês.
Há, enfim, outros dois exemplos que demonstram a difusão internacional das obras de Eiximenis. Em primeiro lugar, a tradução ao francês do Llibre dels Àngels foi o primeiro livro que em 1478 foi impresso em Genebra. Em segundo lugar, a tradução castelhana da Vida de Jesucrist foi o primeiro livro que foi impresso em Granada em 1496 depois da conquista da cidade pelos Reis Católicos.
Desgraçadamente, dispomos de poucas edições modernas das obras de Eiximenis. Quase todas as edições modernas das suas obras foram feitas por Curt Wittlin e Albert Hauf.

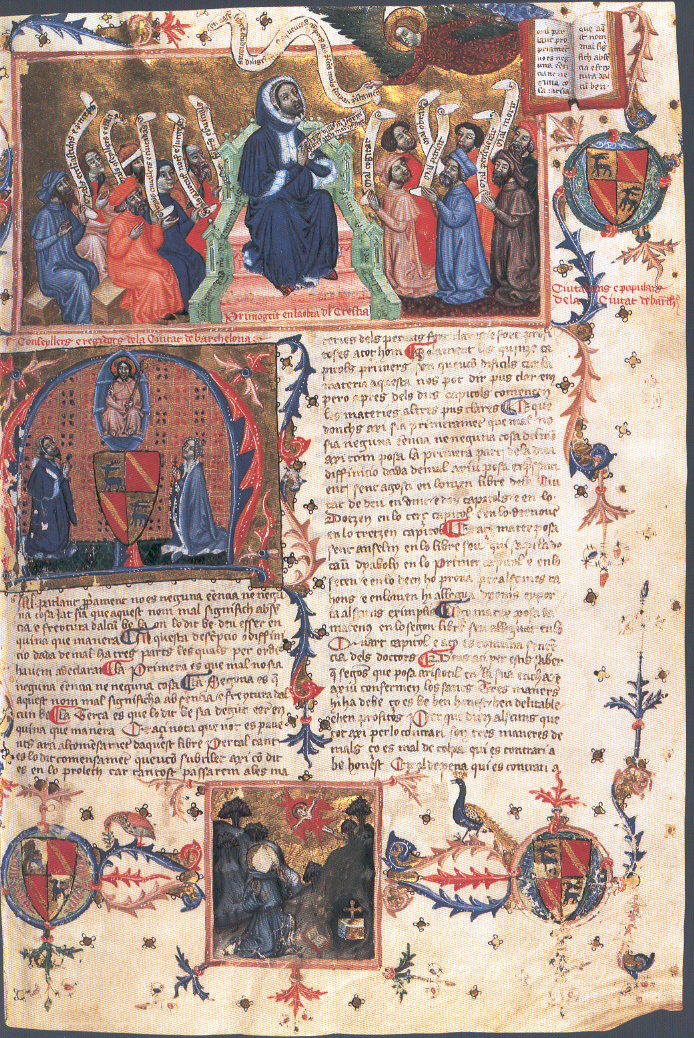
Início do Terç del Crestià segundo o manuscrito 1792 da Biblioteca Nacional de Madrid. Este manuscrito contém os capítulos 1-523 de este livro, que tem no total 1060 capítulos.

### Edições digitais das suas obras

#### Manuscritos
- Primeira metade (capítulos 1-523) do Terç del Crestià (BNC, ms. 457). (em catalão)
- Llibre dels Àngels (Universidade de Barcelona, Fons de reserva, ms. 86). (em catalão)
- Vida de Jesucrist (BNC, mss. 459-460). (em catalão)
- Scala Dei (Universidade de Barcelona, Fons de reserva, ms. 88). (em catalão)

#### Incunábulos
- Primer del Crestià (Valência, Lambert Palmart, 1483). (em catalão)
- Primeira metade (Capítulos 1-473) do Dotzè del Crestià (Valência, Lambert Palmart, 1484). (em catalão)
- Regiment de la cosa pública, (Valência, Cristòfor Cofman, 1499). (em catalão)
- Llibre dels àngels, (Barcelona, Joan Rosembach, 1494). (em catalão)
- Llibre de les Dones, (Barcelona, Joan Rosembach, 1495). (em catalão)
- Tradução castellana da Vida de Jesucrist, (Granada, Meinard Ungut e Johannes Pegnitzer, 1496). (em castelhano)
- Tradução castelhana do Llibre dels àngels (O título é Libro de los santos ángeles. Burgos, Fadrique de Basilea, 1490). (em castelhano)
- Pastorale (Barcelona, Pere Posa, 1495). (em latim)
- Scala Dei (Barcelona, Diego de Gumiel, 1494). (em catalão)
- Tradução francesa do Llibre dels Àngels (Genebra, Adam Steinschaber, 1478). (em francês)
- Tradução francesa do Llibre dels Àngels (Lyon, Guillaume Le Roy, 1486). (em francês)

#### Edições antigas
- Tradução castelhana do Llibre dels Àngels (O título é La Natura Angélica. Alcalá de Henares, Miguel de Eguía, 1527). (em castelhano)

#### Edições modernas e transcrições
- Pastorale. Transcripção e tradução ao catalão. Tese doutoral de Montserrat Martínez Checa (UAB, Bellaterra, 1994). (em latim) (em catalão)
- De triplici statu mundi (Edição de Albert Hauf). (em latim)
- Summa theologica (Edição de León Amorós, OFM). (em latim)
- Cartas manuscritas (15.07.1392 e 12-03.1396. Edição de Sadurní Martí). (em catalão)
- Psalterium alias Laudatorium (Toronto, PIMS, 1988. Edição de Curt Wittlin). (em latim) (em inglês)
- Lo Llibre de les Dones (Barcelona, Curial, 1981. Edição de Curt Wittlin). (em catalão)
- De Sant Miquel Arcàngel (5º tratado del Llibre dels Àngels. Barcelona, Curial, 1983. Edição de Curt Wittlin). (em catalão)

#### Obras completas
- Obras completas de Francesc Eiximenis (em catalão e em latim). (em catalão) (em latim) (em castelhano)

### Biografias digitais
- (em catalão) Biografia de Eiximenis em www.eiximenis.tk
- (em castelhano) Biografia de Eiximenis em www.eiximenis.tk
- (em catalão) Informação sobre Francesc Eiximenis em Narpan.
- (em catalão) Informação sobre Francesc Eiximenis na web da Universidade Aberta da Catalunha
- (em catalão) Informação sobre Francesc Eiximenis na web CulturCat, que depende do Governo da catalunha. Também existem versões

(em castelhano),
(em inglês),
(em francês)
e (em occitano)
- (em castelhano) Entrada "Francesc Eiximenis" na web da Enciclopedia Franciscana. Recolhe muitos artigos biográficos de Francesc Eiximenis.

### Artigos digitais sobre Eiximenis
- (em castelhano) Fray Francisco Eiximenis: Su significación religiosa, filosófico-moral, política y social, Artigo de Tomàs Carreras i Artau em Annals de l'Institut d'Estudis Gironins 1 (1946).
- (em castelhano) Perfil espiritual de Eiximenis Artigo do frade capuchinho Nolasc del Molar em Revista de Girona 22 (1963).
- (em italiano) L’autocomprensione della comunità politica in Francesc Eiximenis, Artigo de Paolo Evangelisti, em Enrahonar 42 (2009).
- (em castelhano) Orígenes del pactismo republicano, Artigo sobre Francesc Eiximenis de Salvador Giner (Presidente do Instituto de Estudos Catalães), em El País (13.01.2010).

### Livros digitais sobre Eiximenis
- (em catalão) Tese doutoral de Lluís Brines sobre o pensamento político e social de Eiximenis.
- (em catalão) Biografia documentada de Francesc Eiximenis de Lluís Brines (2018).